# Michael Kury
Pour les articles homonymes, voir Kury.
Michael Kury (né le 30 août 1978) est un sauteur à ski autrichien.

## Coupe du Monde
- Meilleur classement final: 84e en 1996.
- Meilleur résultat: 24e.

## Coupe Continentale
- 2e en 1996.